# Hebekissen
Als Hebekissen (auch Hubkissen, Druckluftkissen, Druckkissen oder pneumatischer Hebesatz genannt) bezeichnet man zwei an den Kanten verbundene (vulkanisierte oder mit Klemmplatten verschlossene) Gummi/Gewebe-Matten, bzw. Schläuche, die man mit Druckluft aufblasen und sie so zum Heben von Lasten verwenden kann. Hebekissen sind ein Teil der flexiblen Drucklufttechnik mit aufblasbaren Elementen.

## Varianten
Es gibt Hebekissen in unterschiedlichen Ausführungen, darunter runde und halbrunde Kissen, mehrstufige und besonders flache (ab 2,5 mm, bis 5 bar). So sind in Sonderfällen Temperaturen bis zu 140 °C und Drücke bis zu 25 bar möglich. Ein Spezialhebekissen der Abmessung 25 × 1800 × 2000 mm kann eine Last von 60 t auf eine Höhe von 500 mm anheben. Für den schweren Einsatz gibt es mit Aramidfasern verstärkte Hebekissen.
Eine andere Version stellen Druckluftkissen dar: Sie bestehen aus mit Gummi, zumeist NBR, gefülltem, hochwertigem Elastomergewebe in Schlauchform, welches an beiden Seiten mittels eines Spezialverfahrens mit metallischen Klemmplatten (Stahl oder Edelstahl) verschlossen wird. Ihre Anwendung finden sie im industriellen Bereich als Maschinen- oder Montageelemente, wo hohe Kräfte bei geringen Hüben gefordert sind. Ihre besonderen Vorteile sind die gleichmäßige Flächenpressung und die flachen Einbaumaße (8 bis 18 mm), die Breiten liegen zwischen 33 und 412,5 mm. Sie können, bei einem Arbeitsdruck von 6 bis 8 bar, Kräfte von bis zu 50 Tonnen ohne Leckageverluste entwickeln. Ihre Funktion ist vergleichbar mit einfach wirkenden Membran-Druckluftzylindern bzw. Kurzhubzylindern.

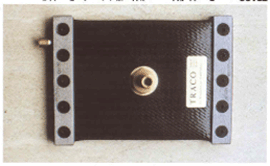
TRACOpress Druckluftkissen

Ultraflache Druckluftkissen von nur 2,5 bzw. 3,5 mm Dicke eignen sich für Drücke von max. 3,5 bzw. 5 bar. Diese gibt es in rechteckiger, quadratischer oder Trapezform. Der Verwender kann eine Vielzahl von Bauformen und -größen wählen.
Für besondere Anwendungen gibt es vulkanisierte Druckluftkissen/Hebekissen mit einer großen Anwendungsvielfalt.

## Anwendungen
Hebekissen werden zum Anheben schwerer Lasten, Spreizen, Drücken, Ausrichten schwerer Bauteile, Tresorverschiebungen, Stabilisieren, Schwingungsdämpfer gegen Vibrationen (Brecher, Rüttelmaschinen) usw. verwendet. Sie werden standardmäßig mit Druckluft befüllt. Die Verwendung von Wasserdruck ist ebenfalls möglich, bei hohen Drücken über 10 bar ist eine Wasser-/Glykol-Mischung erforderlich; in diesem Fall wird eine Rücksprache mit den Herstellern empfohlen.
Mindestens 75 % der Fläche des Hebekissens müssen unter der Last liegen, da dieses sonst unter Druck herausschießen und anwesende Personen verletzen kann. Außerdem ist darauf zu achten, die zu hebende Last immer zu sichern. Dies geschieht beispielsweise durch das permanente Unterbauen mit Holzbrettern und -keilen. Den Montageanweisungen der Hersteller ist unbedingt Folge zu leisten.
Die Last, die mit einem Hebekissen gehoben werden kann, ist proportional zur Fläche des Kissens und zum Arbeitsdruck. Die Hebekraft in Kilogramm entspricht der effektiven Fläche des Kissens in cm² mal dem Arbeitsdruck in bar. Je größer der Hub, umso geringer die Kraft. Dementsprechend erzielt man die größte Kraft bei geringstem Hub. Die Hersteller liefern entsprechende Leistungsdiagramme für ihre einzelnen Typen.

## Einsatzgebiete

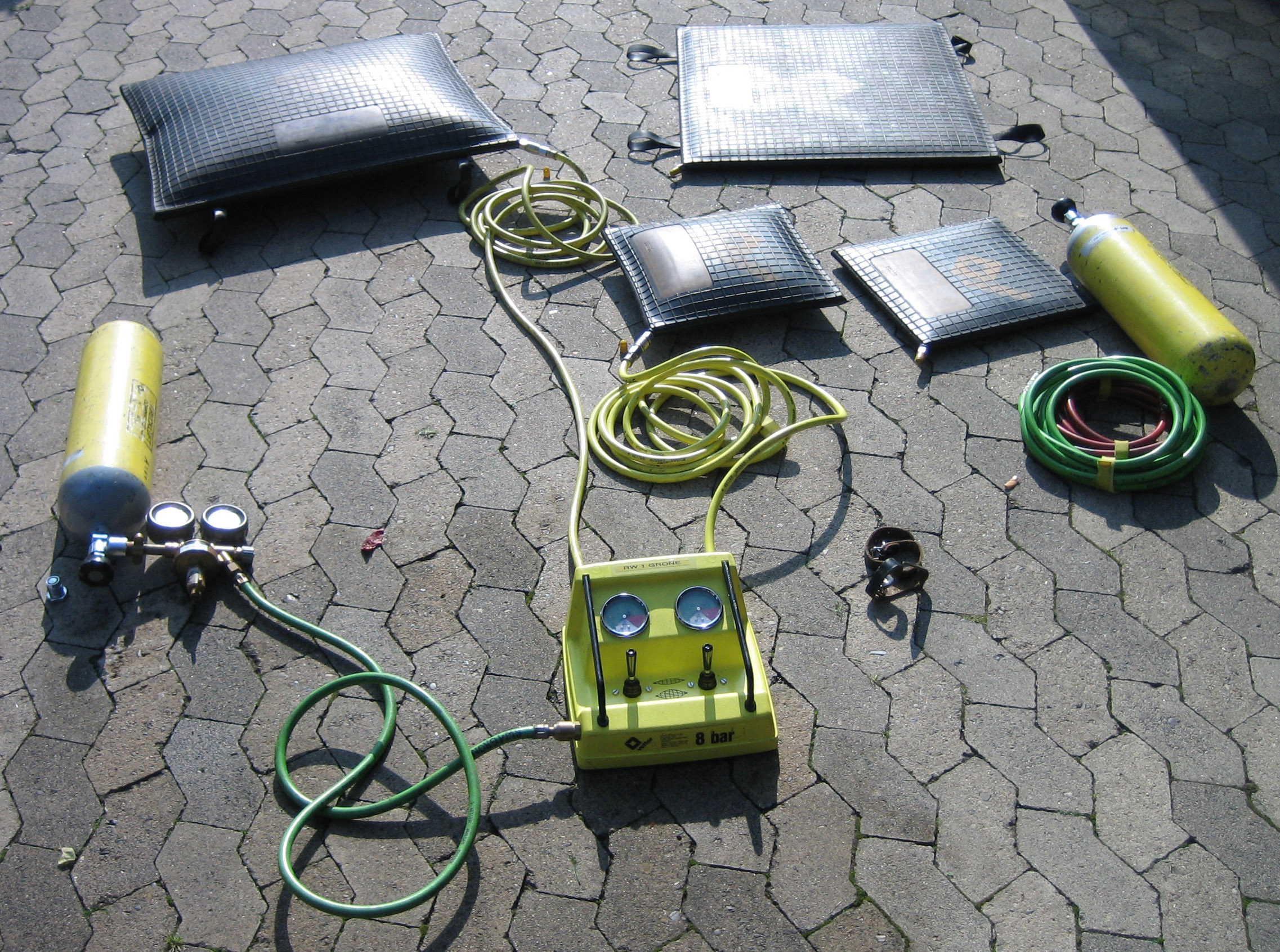
Hebekissen mit Atemluftflaschen, Druckregler und Steuereinheit

Hebekissen sowie Druckluftkissen sind vielseitig einsetzbar. Da sie mit großen Kräften enorme Massen anheben können, werden sie besonders häufig von Hilfsorganisationen eingesetzt. Feuerwehr und Technisches Hilfswerk (THW) nutzen sie unter anderem zur Befreiung von Menschen, nach Autounfällen oder nach Gebäudeeinstürzen (siehe auch Erdbeben). Sie kommen aber auch in vielen anderen Branchen zum Einsatz: Schiffbau, Flugzeugbau, Sonder-Lkw, Bergbau, Wehrtechnik, Gleisbau, Pipelines, Transport, Tiefbau, Steinbruch, Archäologie, Hafenanlagen, Maschinenbau, Fördertechnik, Montage, Reparatur usw. Druckluftkissen finden vorwiegend in zahlreichen Industriebranchen ihre Anwendungen als Maschinenelemente zum Heben, Pressen, Klemmen, Spreizen usw.
Kleine Hebekissen helfen bei einer Autotür-Verschließen-Panne, oder schwere Möbel ein Stück zu verrücken; großvolumige zylindrische von je etwa 50 cm Durchmesser und Höhe (Ballon- oder Luftkissenwagenheber) können an den Auspuff eines Pkw angeschlossen den Wagen einseitig auch auf weichem Untergrund hochheben, um etwa ein Rad zu tauschen.

## Vor- und Nachteile

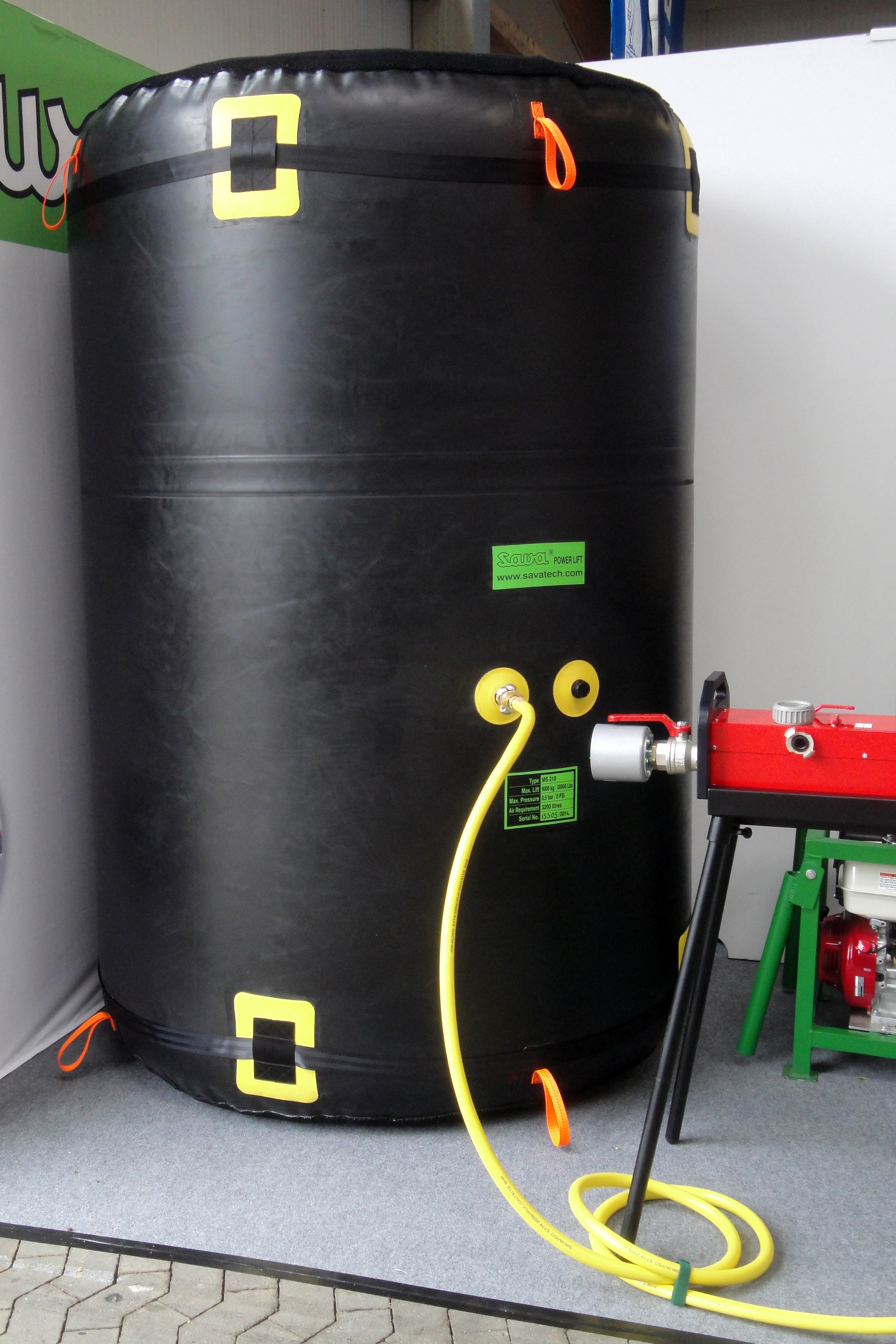
Niederdruck-Hebekissen (0,5 bar) mit einer Hebekraft von 9 t

Hebekissen haben einige Vorteile gegenüber anderen Hebewerkzeugen wie Winden, Wagenheber oder Druckluftzylindern:
- Da sie sehr flach sind, kann man sie leicht unter das zu hebende Objekt legen.
- Durch ihre Flexibilität beschädigt man die Objekte nicht so leicht, wie mit anderen Werkzeugen.
- Es ist keine manuelle Kraft notwendig, um etwas zu heben.
- Mit der Druckluft kann man leicht ein Heben und Senken durch Betätigen von Pneumatikventilen steuern.
- Trotz geringen Luftdrucks (bis 8 bar) sind große Gewichte zu bewältigen (bis 67 t); oder mehr mit Sonderanfertigungen.
- Sie sind leicht zu transportieren und gehören daher zur Standardausrüstung von Montagetrupps der in Frage kommenden Branchen.
- Weil sie aus Gummi sind, können sie keine Funken schlagen und sind daher auch in explosionsgefährdeten Gebieten einsetzbar (gilt nicht für metallisch verschlossene Druckluftkissen). Dies gilt insbesondere für rundum vulkanisierte Druckluftkissen.
- Im Maschinenbau hat die gleichmäßige Flächenpressung der Druckluftkissen über die gesamte Oberfläche (Wirkfläche) entscheidende Bedeutung. Dies ist im Zusammenhang mit großen Kräften, kurzen Hüben und flachen Einbaumaßen zu sehen.

Einer der Nachteile ist, dass nicht immer Druckluft am Einsatzort vorhanden ist; dann kann auch evtl. Wasserdruck verwendet werden. Möglich ist die Versorgung vor Ort mittels Druckreduzierventil durch die Luft von Druckluftflaschen von Pressluftatmern oder durch den Anschluss für eine Druckluftbremsanlage für Anhänger, die bei den meisten Feuerwehrfahrzeugen vorhanden sind. Dies gilt ebenfalls für die Druckluftversorgung bei Lastkraftwagen. Auspuffgase können nicht verwendet werden, da die Drücke zu gering sind. Des Weiteren kann das Kissen durch scharfe Kanten, Grate, Metallspitzen oder Glassplitter beschädigt werden. Das entfällt allerdings weitgehend bei der Aramid-Ausführung. Durch das Anheben des Kissens wird die Auflagefläche immer geringer, somit kann bei wackligem Untergrund und großen Hüben leicht eine Instabilität entstehen. Es ist grundsätzlich nicht gefahrlos möglich, Kissen aufeinander zu legen. Jedoch lassen die meisten Hebekissen-Hersteller zwei Kissen bzw. drei Kissen übereinander zu. Auch hier sind die Montageanweisungen der Hersteller genau zu beachten.